# Annemarie Freymann
Annemarie Freymann (* 23. Juli 1909 in Erfurt; † 17. Mai 1987 in Annaberg-Buchholz) war eine deutsche Textilgestalterin.

## Leben und Werk
Annemarie Freymann studierte von 1928 bis 1932 an der Kunstgewerbeschule Offenbach, der heutigen Hochschule für Gestaltung, und an der Universität Frankfurt/Main. Ihre Lehrer waren in Offenbach unter anderem die Leiterin der Fachklasse Textil Maria Steudel, Rudolf Koch und Richard Throll. Ab 1932 arbeitete Annemarie Freymann freischaffend als Textilgestalterin, zuletzt in Annaberg-Buchholz. Sie erwarb den Meistertitel und bildete in der Folge auch Lehrlinge aus, neben anderen Traude-Maria Henschel. Das Sachsenbuch von 1947 nennt sie mit ihrer Kunstgewerblichen Werkstatt in der Oststraße 10.
In der Zeit der DDR war Annemarie Freymann Mitglied des Verbands Bildender Künstler. Sie war mit ihren Arbeiten im Inland und in der Bundesrepublik, der CSSR, in Finnland, Indien, Kambodscha, Rumänien und der UdSSR auf Ausstellungen vertreten. 1984 erhielt sie die Hans-Grundig-Medaille.

## Werke (Auswahl)
- Weihnachten (um 1950, Decke mit Tüllstickerei; Museum Bautzen)[1]
- Es dunkelt schon in der Heide (um 1950, Stickbild mit Tüllstickerei; Museum Bautzen)[2]

## Ausstellungen (unvollständig)

### Einzelausstellungen
- 1979: Karl-Marx-Stadt
- 1984: Annaberg-Buchholz, Galerie am Markt (mit Helmut Schubert)

### Teilnahme an zentralen und wichtigen regionalen Ausstellungen in der DDR
- 1952/1953: Bautzen, Stadtmuseum, Weihnachtsausstellung
- 1960: Berlin, Pavillon der Kunst („Frauenschaffen und Frauengestalten in der bildenden Kunst. 50 Jahre Internationaler Frauentag.“)
- 1962/1963 und 1982/1983: Dresden, Fünfte Deutsche Kunstausstellung und IX. Kunstausstellung der DDR
- 1985: Karl-Marx-Stadt, Bezirkskunstausstellung